# Achzarit
Achzarit (hebr. אַכְזָרִית) – izraelski ciężki transporter opancerzony produkowany przez Korpus Uzbrojenia Sił Obronnych Izraela i firmę NIMDA, będący modyfikacją zdobycznych czołgów T-54 i T-55 (Tiran 4 i 5) w trakcie wojny sześciodniowej i wojny Jom Kipur.

## Historia
W trakcie wojny sześciodniowej oraz wojny Jom Kipur Izrael zdobył radzieckie czołgi T-54, T-55 i T-62. Część z nich została poddana modyfikacjom, w rezultacie których Izraelczycy stworzyli kolejno czołgi Tiran 4, Tiran 5 i Tiran 6. Nie doszło jednak do ich szerokiego zastosowania na polach bitew. W latach 80. XX wieku Izrael rozpoczął program wdrażania do służby Merkawy Mk 1 jako podstawowego czołgu bojowego. Równolegle rozwijano projekt ciężkiego transportera opancerzonego na bazie podwozia Merkawy. Jednak wysokie koszty produkcji i wdrażania do służby Merkaw Mk 1 sprawiły, że wstrzymano konstruowanie transporterów na podwoziu Merkawy. Wojsko uznało, iż tańszym będzie poddanie modyfikacjom posiadanych już pojazdów. Do wstępnych projektów wybrano posiadane już czołgi radzieckie i ich modyfikacje – Tirany.  
W latach 80. XX wieku prace skupiły się na przekształceniu czołgów radzieckiej produkcji w ciężkie transportery piechoty, które mogłyby współdziałać z czołgami na polu bitwy. Jednak doświadczenia z wojny w Libanie zredukowały planowane użycie Achzaritów do roli transportera mogącego być wykorzystanym w konfliktach o niskim natężeniu i operacjach przeciwpartyzanckich. W tym celu zdemontowano wieżę wraz z armatą i skupiono się na odpowiednim opancerzeniu, aby mogło chronić załogę i żołnierzy desantu przed pociskami granatników przeciwpancernych, ładunkami wybuchowymi i bronią maszynową kalibru 12,7 mm i 14,5 mm. 
Pierwsze Achzarity, Mk 1, okazały się jednak zbyt słabe i postanowiono zamontować w nich nowe silniki, tworząc w ten sposób Achzarita Mk 2. 
Achzarity wykorzystywano do działań przeciwpartyzanckich na południu Libanu, a także w starciach z Palestyńczykami w Strefie Gazy czy na Zachodnim Brzegu, podczas Intifady Al-Aksa.  
W 2015 roku podpisano kontrakt z Diesel Engineering Inc. w celu poczynienia dalszych prac modernizacyjnych w transporterach.  
Achzarity pozostają w służbie do dzisiaj. Planuje się je ostatecznie zastąpić Namerami.  

## Konstrukcja

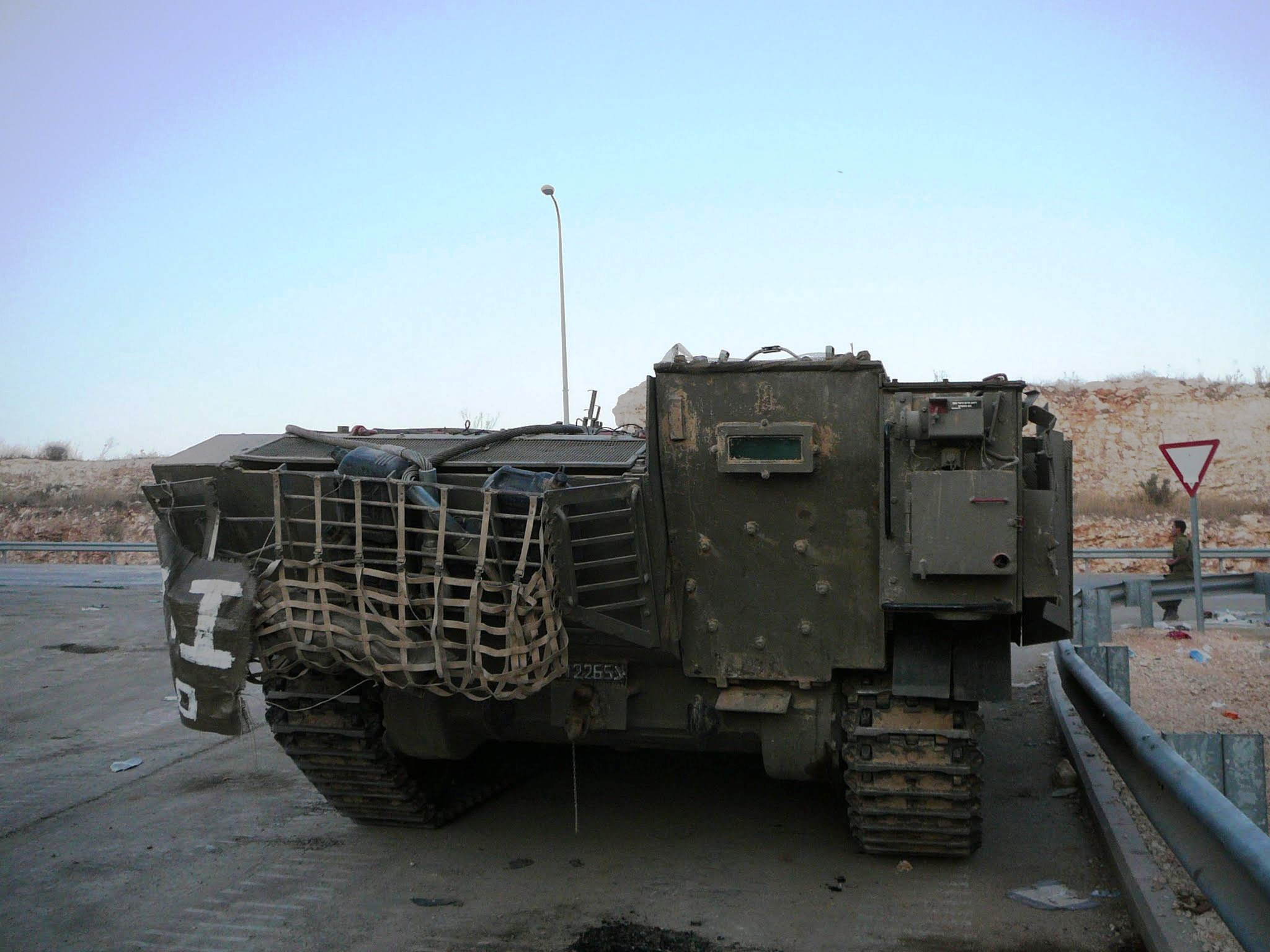
Tył Achzarita z włazem dla desantu i widocznym wystającym ponad konstrukcję korytarzem przedziału desantu. Z prawej strony widoczne jest także opancerzenie Toga

Konstrukcja Achzarita opiera się na podwoziu czołgów T54/T-55 lub Tiran pozbawionych wieży. Góra kadłuba została uniesiona i odpowiednio dopancerzona. Przebudowano przedział silnika. Jednostka napędowa została zamontowana w poprzek pojazdu, tworząc tym samym wąski przedział desantowy (dla 7 osób), do którego wejście znajduje się z tyłu, po prawej stronie. Właz desantu posiada antypoślizgową rampę pozwalającą na szybkie opuszczenie lub szybkie wejście. Jej zastosowanie zostało wymuszone tym, iż tylny właz znajduje się nad skrzynią biegów. Przed opuszczeniem pojazdu przez żołnierzy korytarz przedziału desantowego unosi się na hydraulicznych siłownikach i wysuwana jest antyspoślizgowa rampa. Miejsca dla 3 osób załogi znajdują się z przodu pojazdu, patrząc od przodu, po prawej kierowca, potem dowódca i z lewej strzelec. Strzelec i kierowca posiadają specjalne wizjery i peryskopy umożliwiające obserwację. Dowódca natomiast może obserwować otoczenie wyłącznie przez otwarty właz górny. Wszystkie siedzenia załogi posiadały system podnoszenia, który działał dopiero po uruchomieniu pojazdu, w celu uzyskania lepszej widoczności z włazów obserwacyjnych. 

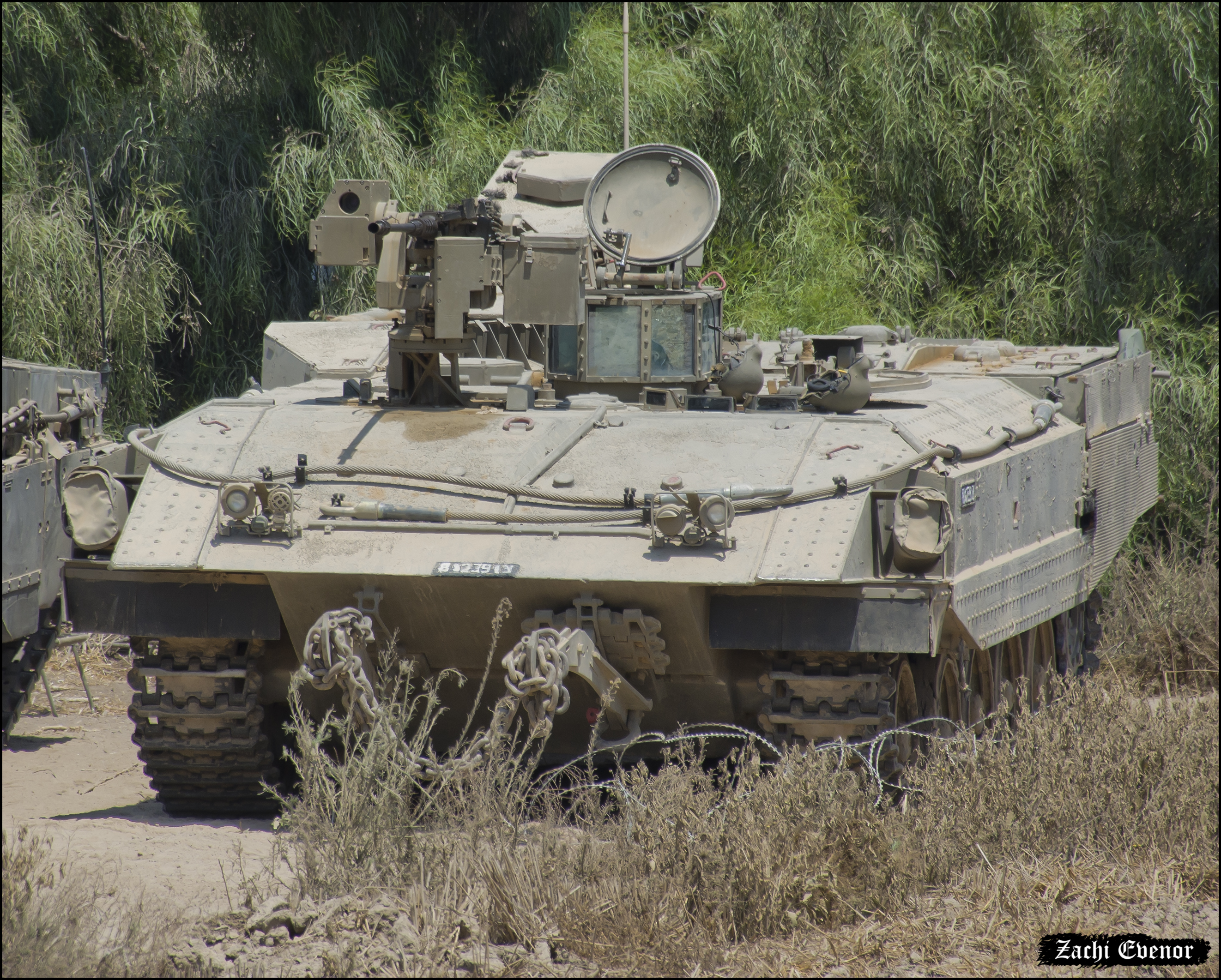
Achzarit z systemem Samson/Katlanit z karabinem kalibru .50 i „akwarium”

Wymiary Achzarita wynoszą 6,45 metra długości, 3,64 metra szerokości i 2 metry wysokości. Waga Achzaritów to 44 tony, przy czym oryginalnie czołgi T-54/T-55 ważyły około 36 ton. Dodatkowy pancerz pojazdu waży około 14 ton. Zastosowane opancerzenie pozwala na ochronę załogi i desantu przed pociskami podkalibrowymi kalibru 125 mm (w przedniej półsferze). Tył pojazdu jest ochraniany przez izraelski pancerz dodatkowy Toga, którego zamocowanie zapewnia miejsce na dodatkowe zasobniki dla piechoty pomiędzy Togą a kadłubem. Pojazd posiada system system rozpylaczy paliwa do układu wydechowego, co pozwala załodze stworzyć dodatkową zasłonę dymną w razie niebezpieczeństwa lub ewakuacji. Ponadto Achzarity wyposażone są w dwie wyrzutnie granatów dymnych IMI CL-3030, po 6 pocisków każda.
Oryginalny radziecki silnik został zastąpiony silnikiem Detroit Diesel 8V-71TA o mocy 650 KM ze skrzynią biegów Allison XTG-411-4. Z kolei Achzarit Mk 2 ma silnik Detroit Diesel 8V-92TA o mocy 850 KM z automatyczną skrzynią biegów Allison XTG411-6-N. Achzarity mogą rozwinąć prędkość maksymalną 55 km/h, a ich zasięg wynosi 500 km.
Uzbrojenie Achzarita przeznaczone jest do zwalczania piechoty. System karabinów jest modułowy, co pozwala na montowanie na pojeździe trzech karabinów maszynowych kalibru 7,62 mm. Jeden z nich zintegrowany jest z systemem Rafael Overhead Weapon Station, pozwalającym na obsługę karabinu lub granatnika z wnętrza pojazdu. Ponadto na górze wozu może być zamontowany moździerz kalibru 60 mm. Z czasem na Achzaritach zaczęto montować Samson Remote Controlled Weapon Station (po hebrajsku nazywa się Katlanit, hebr. קטלנית, czyli „zabójcza”) obsługujący karabin maszynowy kalibru 12,7 milimetra.
W trakcie swojej służby Achzarity podlegały dalszym modyfikacjom, w wyniku których powstały wersje:
- do ewakuacji medycznej,
- z opancerzoną kopułą obserwacyjną na górze pojazdu, zwaną „akwarium”, i wyposażeniem do walki w terenach zurbanizowanych,
- RCWS-30 EC z w pełni zautomatyzowaną obsługą karabinów maszynowych z wewnątrz pojazdu,
- wozu zabezpieczenia technicznego[1].